# Corydoras sarareensis
Corydoras sarareensis är en fiskart som beskrevs av Dinkelmeyer, 1995. Corydoras sarareensis ingår i släktet Corydoras och familjen Callichthyidae. Inga underarter finns listade i Catalogue of Life.